# سیان ماسیژفسکی
سیان ماسیژفسکی (انگلیسی: Cian Maciejewski؛ زادهٔ ۱۴ ژوئن ۱۹۸۸) بازیکن فوتبال اهل استرالیا است.